# Мік Мартін
Майкл Пол Мартін (англ. Michael Paul Martin, нар. 9 липня 1951, Дублін) — ірландський футболіст, що грав на позиції півзахисника, зокрема за «Ньюкасл Юнайтед», а також національну збірну Ірландії.

## Клубна кар'єра
У дорослому футболі дебютував 1968 року виступами за команду «Богеміан», в якій провів чотири сезони. 1970 року став у її складі володарем Кубка Ірландії.
На початку 1973 року приєднався до «Манчестер Юнайтед», на той час одного з аутсайдерів найвищого дивізіону чемпіонату Англії. За півтора роки команда таки втратила місце в еліті англійського футболу, проте із першої ж спроби повернулася до нього, ставши у сезоні 1974/75 переможцем Другої ліги.
Утім на той час ірландець втратив місце в «основі» манкуніанців і влітку 1975 року перебрався до «Вест-Бромвіч Альбіон», де провів наступні три роки.
1978 року за 100 тисяч фунтів перейшов до «Ньюкасл Юнайтед», де швидко став ключовим гравцем, а за деякий час отримав капітанську пов'язку. Відіграв за команду з Ньюкасла загалом п'ять сезонів своєї ігрової кар'єри, взявши у її складі участь у 147 іграх англійської першості.
Згодом ротягом 1984—1985 років захищав кольори канадського «Ванкувер Вайткепс», валлійського «Кардіфф Сіті» та англійських «Пітерборо Юнайтед» і «Ротергем Юнайтед».
Завершив ігрову кар'єру у команді «Престон Норт-Енд», за яку виступав протягом 1985—1986 років.

## Виступи за збірну
1971 року дебютував в офіційних матчах у складі національної збірної Ірландії.
Загалом протягом кар'єри у національній команді, яка тривала 13 років, провів у її формі 52 матчі, забивши 4 голи.

## Титули і досягнення
- Володар Кубка Ірландії (1):

«Богеміан»: 1969-1970